# NGC 7523
NGC 7523 ist eine Spiralgalaxie vom Hubble-Typ Sb im Sternbild Pegasus am Nordsternhimmel. Sie ist schätzungsweise 538 Millionen Lichtjahre von der Milchstraße entfernt.
Das Objekt wurde am 3. November 1864 von Albert Marth entdeckt.